# Sergey Brin
Sergey Mihajlovič Brin (rus. Сергей Михайлович Брин; Moskva, 21. kolovoza 1973.) - američki računalni stručnjak ruskoga porijekla i internetski poduzetnik. Zajedno s Larryjem Pageom, suosnivač je Googlea.

Brin je rođen u Moskvi u židovkoj obitelji, kao sin Mihaila i Eugenije Brin. Roditelji su mu diplomirali matematiku na Moskovskom državnom sveučilištu. Kada mu je bilo 6 godina, obitelj mu se preselila u SAD. Brin je osnovnu školu završio u gradiću Adelphi u Marylandu, ali su ga također i roditelji podučavali. Njegov otac bio je profesor na katedri za matematiku na Sveučilištu Maryland i svom je sinu je potaknuo zanimanje za matematiku. U rujnu 1990. nakon što je završio Srednju školu Eleanor Roosevelt u Greenbeltu, Brin se upisao na Sveučilište Maryland kako bi studirao informatiku i matematiku. Diplomirao je u svibnju 1993.
Nakon diplomiranja na Marylandu, Brin je dobio stipendiju Nacionalne fondacije za znanost, koja mu je omogućila postdiplomski studij iz informatike na Sveučilištu Stanford.
Brin je tehnološki direktor u Googleu i procjenjuje se, da raspolaže s 49,1 milijardi američkih dolara, što ga čini 14. najbogatijom osobom na svijetu.